# Чулимська мова
Чулимська мова — мова чулимців, східнотюркська мова хакаської групи, поширена в Сибіру. Близька до шорської мови та деяких діалектів хакаської.
Мова є на межі зникнення і внесена до Червоної книги мов ЮНЕСКО. Ймовірно, мова остаточно вимре протягом 25 років. За даними перепису 2010 року, із 355 чулимців чулимською мовою розмовляли тільки 44 людини.